# 엘머 갠트리

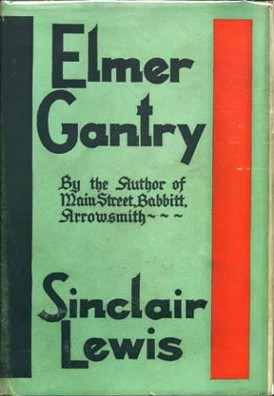

앨머 갠트리(Elmer Gantry)는 미국의 작가 싱클레어 루이스의 1927년작 종교 풍자소설이다. 리처드 브룩스 감독에 의해 영화로 만들어졌으며, 앨머 갠트리 역을 맡은 버트 랭커스터(Burt Lancaster, 1913년-1994년)는 아카데미 남우주연상을 받았다.

## 내용
앨머 갠트리는 1917년 신학교에서 물의를 일으켜 퇴학당한 후 주정뱅이생활을 한다. 어느날 군중집회 광고를 본 앨머는 부흥사 샤론의 미모에 반해, 군중집회 주최를 하느라 지친 그녀를 위로하는 방법으로 마음을 사로잡는다. 한때 신학생이었던 출신성분을 살려, 앨머는 자신이 술과 여자에 쩔어살던 탕아라고 고백하여 순박한 시골사람들인 신도들과 샤론을 감동시킨다. 자신이 간증과 설교를 좋아한다는 것을 알게 된 앨머는 박력있는 설교로 신도들의 인기를 끌고, 샤론과의 애정행각도 발전한다. 이러한 여세를 몰아 군중집회는 샤론을 초청한 기독교 근본주의자 베비트와 개신교 신앙의 순수성을 지키고 싶어하는 부흥회 반대파간의 논쟁끝에 공업도시인 제니스 시에서 교회의 재정후원을 받으며 열리게 된다.
하지만 갠트리의 승승장구는 장애물을 만난다.
부흥회를 시골에서부터 봐온 짐 레퍼츠 기자는 비판성 기사를 작성한다. 그는 부동산을 구입하면서 탈세하는 부흥사들의 비윤리성과 부흥회의 광신적인 분위기를 비판하면서, '하느님을 솜씨좋게 팔고 있는' 갠트리까지 비판한다. 짐 기자의 비판덕분에 신도들은 부흥회를 비판적으로 보게 되지만, 부흥회는 비리로 얼룩진 위선적 기독교인인 베비트를 협박,간신히 중단은 면할 정도로 엄청난 타격을 받는다. 이에 화가 난 샤론 일행과 베비트는 짐 기자와 종교적인 논쟁을 벌이고, 달변가인 엘머의 제안으로 라디오 방송을 30분간 할 수 있는 기회를 얻지만 이미 그들의 감정은 상할대로 상해 있었다. 성서에 대한 문자 그대로의 해석과 그리스도의 신성교리에 대해 비판적인 짐 기자를 행해 기독교 근본주의자인 베비트가 지옥에 갈 것이라면서 욕설을 퍼부었으니 말이다.
하여간 뜻하지 않은 결과에 흥분한 샤론은 그녀의 애인인 앨머 갠트리와 건축중인 교회 지하에서 성관계까지 갖는다.
라디오 방송에서 앨머는 금욕적인 설교를 하면서 보수파들의 지지를 얻고, 여세를 몰아 경찰의 마약밀매소, 술집, 사창가 단속에 가담하기까지한다. 하지만, 앨머가 신세를 망쳐놓은 그래서 그 자신도 신학교를 그만두어야 했던 창녀 룰루 베인스를 만나게 된다. 복수의 칼날을 갈던 룰루는 갠트리를 유혹하여 손가락질 받게 한다. 한때 대립했던 짐 기자가 앨머를 옹호하지만 소용이 없었고, 대중들의 인기에 영합해온 부흥사 앨머 갠트리는 비로소 대중들이 얼마나 천박한지를 깨닫게 된다. 다행히, 앨머가 악질 포주에게 구타당하던 룰루를 구하면서 이들의 상처가 눈물로 배설된 덕분에, 룰루가 갠트리의 결백을 증언하는 내용의 기사를 신문에 실으면서 오명에서 벗어나지만 그는 이미 자신을 진심으로 사랑하지 않는 군중들에게 실망한 뒤였다. 그래서 평범한 삶속에서 행복을 느끼고 싶다면 샤론과 결혼하라는 짐 기자의 충고에 따라 샤론에게 청혼하지만 거절당한다. 그녀에게는 종교가 애인보다 더 중요했던 것이다. 하지만 그날 밤 불이 나는 바람에 샤론이 죽는 사고가 일어나고, 군중들은 비로소 자기 혼자 살겠다고 그녀를 외면한 잘못에 대해 죄책감을 갖는다. 갠트리는 그들의 상처를 샤론이 당신들을 미워하지 않는다고 위로하여 치료하고, 흑인성가 '나는 약속의 땅을 찾아 갑니다.'를 합창한다. 앨머의 리더십을 확인한 모건(샤론의 측근)은 다시 군중집회를 열고자하지만, 앨머는 사도 성 바울로의 사목서신 내용-내가 어렸을 때에는 어린이의 말을 하고 어린이의 생각을 하고 어린이의 판단을 했습니다. 그러나 어른이 되어서는 어렸을 때의 것들을 버렸습니다.(고린토인들에게 보낸 첫째 편지 13:11)- 을 인용하면서 거부한다. 그에게 군중들의 인기에 영합하는 군중집회는 유치한 것에 불과했던 것이다.

## 참고 문헌
- 김정수의 기독교 영화 에세이-신을 찾는 사람들의 이야기/김정수 지음/예루살렘